# Брухтий, Владимир Петрович
Влади́мир Петро́вич Бру́хтий (11 июня 1945, Баку, СССР — 16 июля 2004, Баку, Азербайджан) — советский футболист, защитник. Мастер спорта СССР.

## Карьера
С 1963 по 1972 год Владимир Брухтий выступал за бакинский клуб «Нефтчи». Провёл в его составе 258 матчей и забил 2 гола. В сезоне 1966 стал бронзовым призёром чемпионата СССР по футболу, а в следующем году попал в Список 33 лучших футболистов сезона в СССР.
После завершения карьеры Брухтий тренировал юношеские азербайджанские команды и в начале 1990-х возглавлял украинские клубы «Ворскла» и «Кривбасс». В последние годы жизни преподавал в Азербайджанской государственной академии физкультуры и спорта.
Похоронен на Сабунчинском кладбище.

## Достижения
- Бронзовый призёр Высшей лиги Чемпионата СССР: 1966
- В списке 33 лучших футболистов сезона в СССР: 1967[2]

## Семья
Дочь Эвелина и сын Александр. Эвелина Брухтий скончалась 9 марта 2015 года. Внучка Алиева Фатима актриса русского драматического театра имени Самеда Вургуна.
От второго брака Анастасия Владимировна Брухтий 1983 года рождения, певица.